# Jeanne Jugan
Sainte Jeanne Jugan, en religion sœur Marie de la Croix, née à Cancale (Ille-et-Vilaine) le 25 octobre 1792, et morte à Saint-Pern le 29 août 1879, est une religieuse française, fondatrice de la congrégation des Petites Sœurs des pauvres. Humble fille du peuple, simple servante, émue de pitié à la vue des vieillards qui mouraient dans l'abandon, elle fonda à Saint-Servan un institut qui, depuis, n'a cessé de prospérer.
Elle a été béatifiée en 1982 par Jean-Paul II, et a été canonisée par Benoît XVI le 11 octobre 2009. Sa fête est le 30 août.

## Biographie

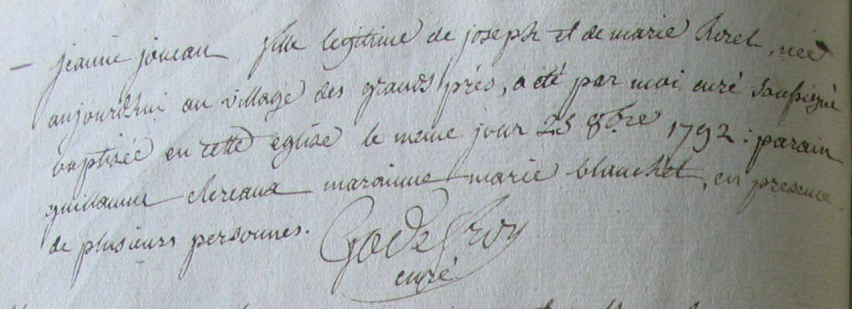
Acte de baptême de Jeanne Joucan (Jugan) le 25 octobre 1792 en l'église Saint-Méen de Cancale (Ille-et-Vilaine).

Le 25 octobre 1792, Jeanne Jugan naît près de Cancale, au hameau des Petites-Croix, un petit port de pêche sur la Manche, au sein d'une famille de pêcheurs. Elle est baptisée le jour de sa naissance en l'église Saint-Méen de Cancale, son nom est orthographié Joucan sur son acte de baptême dans le registre paroissial. Son parrain est Guillaume Cléreaux et sa marraine Marie Blanchet. Elle est le sixième enfant de Joseph Jugan et de Marie Horel. Son père disparaît en mer alors qu'elle n'a que 4 ans. Elle fait sa première communion peu après la signature du concordat de 1801. Puis après la disparition en 1806 de l'aîné des enfants disparu lui aussi en mer, elle part aider sa famille en se mettant au service de la vicomtesse de la Chouë à Saint-Coulomb comme aide-cuisinière.
En 1810, un jeune marin la demande en mariage : elle souhaite réfléchir. Six ans plus tard, à la suite d'une mission prêchée dans la paroisse et prête à « coiffer sainte Catherine », elle décline définitivement la demande du marin : 
« Dieu me veut pour lui. Il me garde pour une œuvre qui n'est pas connue, pour une œuvre qui n'est pas encore fondée ».
En 1817, en dépit de son attachement à sa famille, elle quitte Cancale pour Saint-Servan (commune alors indépendante de Saint-Malo). Elle entre comme aide à la pharmacie de l'hôpital du Rosais. En 1823, à cause d'une trop grande fatigue, elle se met au service de Mlle Lecoq, avec qui elle s'était liée d'amitié. Ensemble, elles visitent les nombreux pauvres de la paroisse, récitent le chapelet, fréquentent l'église régulièrement. C'est à cette époque qu'elle obtient son affiliation au tiers-ordre eudiste. Mais en 1835, Mlle Lecoq meurt. Jeanne Jugan devient journalière.

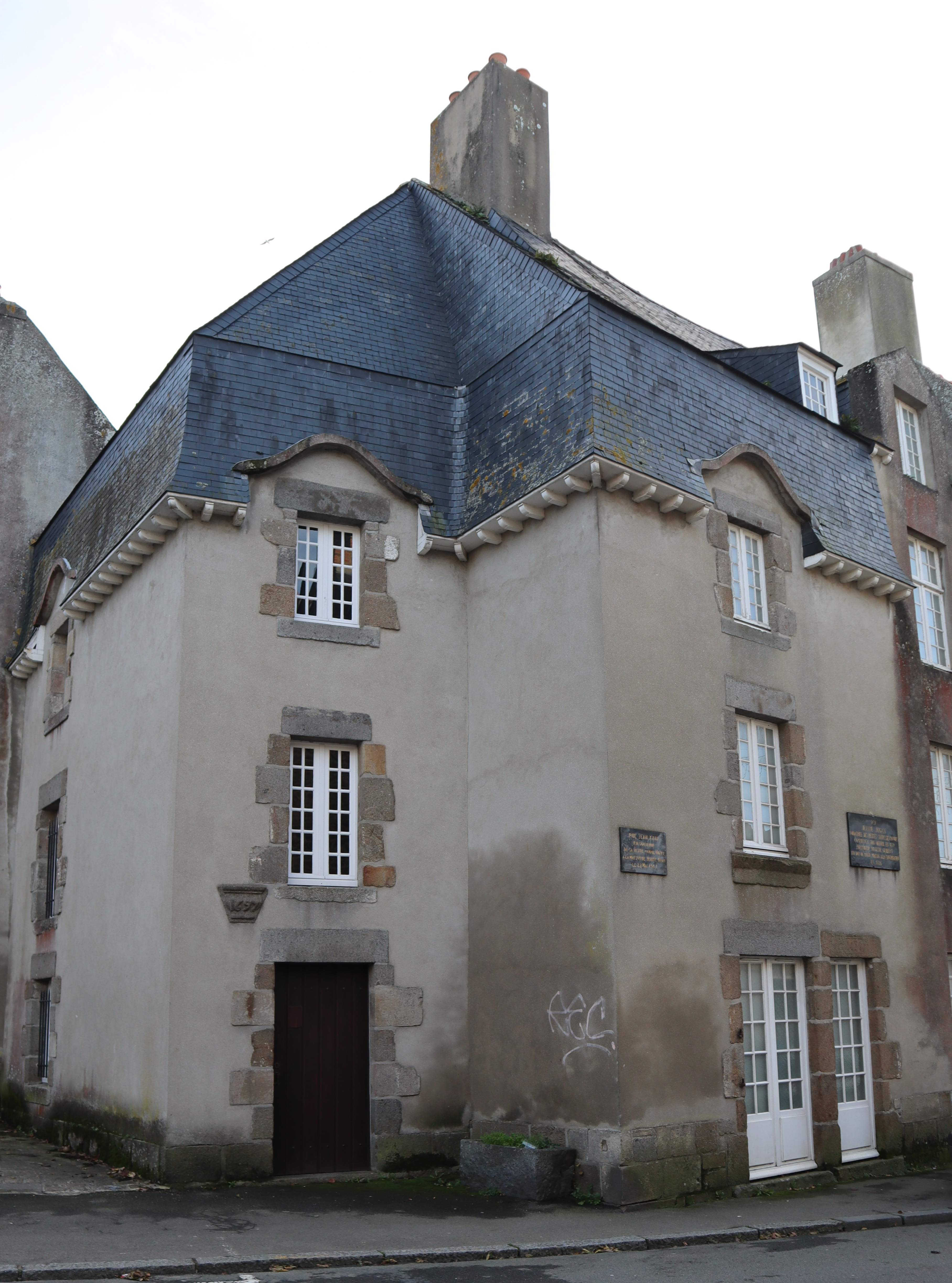
La maison Jeanne Jugan à Saint-Servan, aujourd'hui à Saint-Malo.

Deux ou trois ans plus tard, avec une amie, Françoise Aubert, dite « Fanchon », elle loue un appartement au no 2 de la rue du Centre, à Saint-Servan.
Au début de l'hiver 1839, acte fondateur de ce qui allait devenir les Petites Sœurs des Pauvres, elle recueille une vieille femme aveugle et infirme, Anne Chauvin, qu'elle aide et à qui elle donne son lit. Elle-même s'installe au grenier ; elle a alors 47 ans.
Dans les années qui suivent, quelques jeunes femmes viennent l'assister dans sa nouvelle tâche, les personnes recueillies étant de plus en plus nombreuses. Une petite communauté se forme. Deux ou trois années plus tard, elle commence la quête. En mai 1842, la petite association précise son règlement de vie et de travail hospitalier, inspiré de la règle des Frères de Saint-Jean-de-Dieu. Jeanne Jugan en est élue la supérieure religieuse, en présence de l'abbé Auguste Le Pailleur, vicaire à Saint-Servan. Le nom de « Servantes des Pauvres » est adopté.
En décembre 1843, Jeanne Jugan est réélue supérieure. Quelques jours plus tard, de sa propre autorité, l'abbé Le Pailleur, commence à prendre le contrôle sur la congrégation, annule l'élection et choisit Marie Jamet, sa fille spirituelle, une des trois autres membres, pour la remplacer.
En 1844, les « Servantes des Pauvres » deviennent les « Sœurs des Pauvres ». L'année suivante, l'Académie française décerne à Jeanne Jugan, pour son œuvre, le prix Montyon. Elle devient célèbre, les journalistes s'intéressent à elle.
En 1846, elle fonde deux nouvelles maisons à la Piletière, à Rennes, et à Dinan. D'autres maisons sont ouvertes en France. Le romancier anglais Charles Dickens vient visiter une des maisons. En 1849, la congrégation adopte définitivement le nom de Petites Sœurs des pauvres.
En 1852, Jeanne Jugan est définitivement écartée par l'abbé Le Pailleur de toute responsabilité dans la congrégation. Il lui signifie qu'elle doit « cesser toute relation suivie avec les bienfaiteurs ». Elle doit « se considérer comme une simple sœur, sans autorité ni responsabilité ». Jeanne Jugan est reléguée au noviciat de Saint-Pern. Aux novices, on enseigne que l'abbé Le Pailleur est le fondateur de la congrégation.
Les dernières années de Jeanne Jugan se passent là avec elles ; et elle meurt le 29 août 1879.
En 1890 l’abbé Le Pailleur, après une enquête demandée par le Saint-Siège, est destitué et appelé à Rome où il acheva sa vie dans un couvent,

## Béatification et canonisation
Jeanne Jugan est béatifiée le 3 octobre 1982 par le pape Jean-Paul II,. S'ouvre alors la procédure en vue de sa canonisation.
Le Dr Edward Erwin Gatz, médecin américain du Nebraska, est reconnu guéri d'un cancer de l'œsophage à la suite d'une neuvaine à la bienheureuse Jeanne Jugan, en 1989. Ce miracle est retenu pour le dossier de canonisation.
Le 6 décembre 2008, le décret de la congrégation pour les causes des saints reconnaissant le miracle par l’intercession de la Bienheureuse Jeanne Jugan est promulgué et le 11 octobre 2009, cinq bienheureux, dont Jeanne Jugan, sont canonisés lors d'une messe présidée par le pape Benoît XVI place Saint-Pierre au Vatican, portant à 28 le nombre de saints proclamés depuis le début du pontificat.

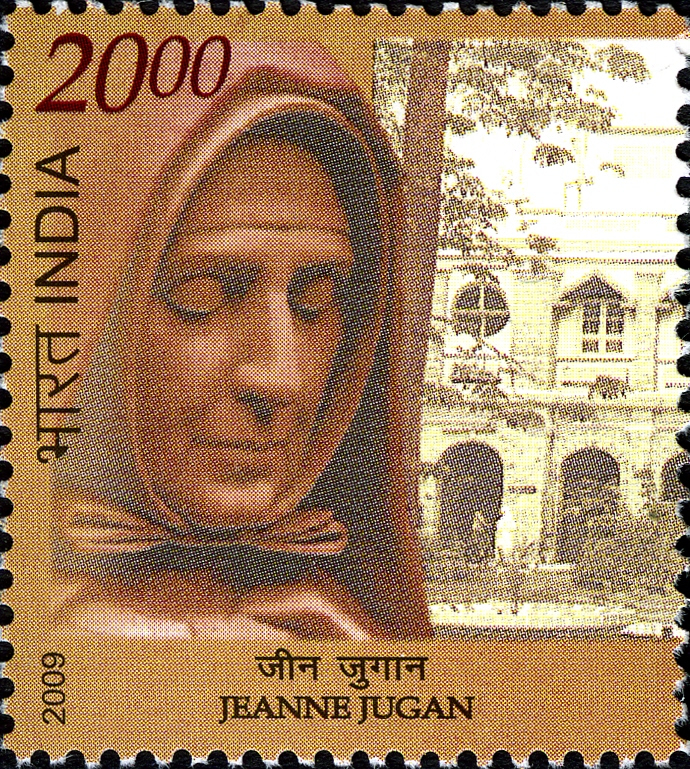
Timbre édité par l'India Post en 2009, Gouvernement de l'Inde.

## Postérité
En 2009, 2 710 religieuses accueillaient plus de 13 000 résidents dans deux cents maisons sur les cinq continents. La congrégation a une branche de laïcs associés.
À Saint-Servan, elle a donné son nom (liste non exhaustive) à une rue et à un cimetière et à Lyon, à un parc. Dans plusieurs autres villes elle a également donné son nom à d'autre rues Jeanne-Jugan (Saint-Étienne, Villefranche-sur-Saône, Marseille, Clermont-Ferrand, Nevers, Rennes, Angers, Granville, Montpellier), à deux avenues (Colayrac-Saint-Cirq, Nantes). Des maisons de retraite portent également son nom : Un EHPAD à Laval ainsi qu'à Angers dans la rue à son nom, une Maison de Famille à Dunkerque dans la rue à son nom, une résidence Jeanne Junan à La-Ville-Aux-Dames.
En novembre 2024, un lycée professionnel spécialisé dans les services aux personnes et l'animation dans les territoires situé à Tinténiac , à quelques kilomètres de St Pern, choisit de dédier son nom à Sainte Jeanne Jugan, avec l'accord des Petites Sœurs des Pauvres qui sont invitées à visiter l'établissement à quelques jours de Noël, le vendredi 20 décembre 2024.
Sa maison natale à Cancale a été aménagée en musée, géré par Les Petites Sœurs des Pauvres.

### Bibliographie

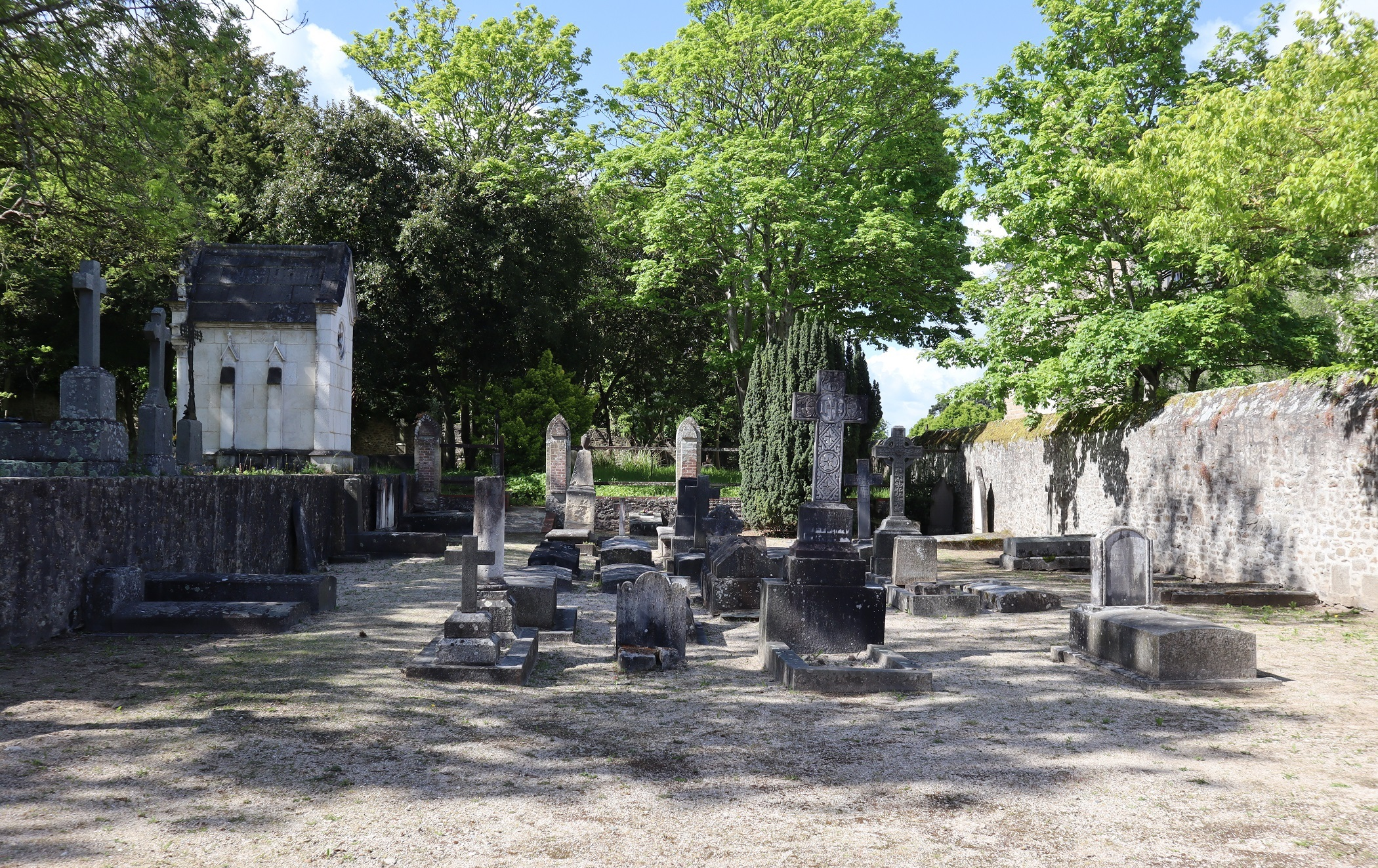
Saint-Malo (35), vieux cimetière de Saint-Servan, Jeanne-Jugan.